# Lago di Santa Massenza
Il lago di Santa Massenza è un lago di origine glaciale che si trova nel comune di Vallelaghi in Trentino ed è collegato al Lago di Toblino da un breve canale.
Le sponde occidentali e meridionali del lago sono facilmente raggiungibili, mentre quelle settentrionali e orientali sono occupate rispettivamente dalla centrale idroelettrica di Santa Massenza e da vigneti. Dalla sponda nord-est del lago si protende una lunga penisola, su cui si trova l'obelisco risorgimentale di Padergnone.
Nonostante lo scarico delle acque della centrale abbia modificato le condizioni idrologiche del lago, la fauna ittica è ricca e variegata.

## Centrale idroelettrica
La centrale idroelettrica di Santa Massenza si trova sulla sponda settentrionale del lago e sfrutta le acque del lago di Molveno e del lago di Ponte Pià. Fu costruita nel 1951 ed è la più potente del Trentino con una potenza di 350 MW e una produzione annua di 2.736 terajoule.
La derivazione idrica che proviene dal lago di Molveno ha una portata massima di 41 m3/sec e un salto utile di 581 m. Fa parte di una rete di condotte, centrali e serbatoi che si sviluppa per tutte le Valli Giudicarie superiori e ha una lunghezza totale di 43,49 km.
Due condotte forzate del diametro di 2,5 metri alimentano 15 turbine Pelton di 1500 kg di massa, posizionate in una grande caverna artificiale di 152.000 m3. Alle condotte sono collegate anche due pompe che permettono di riportare l'acqua nel lago di Molveno quando c'è poca richiesta di elettricità.
La seconda derivazione idrica proviene dal lago di Ponte Pià, ha una portata massima di 14 m3/sec e un salto utile di 222 m. Alimenta una turbina Francis posizionata nella stessa caverna delle altre.